# Anaea pedile
Anaea pedile är en fjärilsart som beskrevs av Druce 1874. Anaea pedile ingår i släktet Anaea och familjen praktfjärilar. Inga underarter finns listade i Catalogue of Life.